# Liste de jumelages tripartites
Un jumelage tripartite ou jumelage trilatéral, aussi appelé de manière imagée jumelage triangulaire ou jumelage en triangle, est un cas de figure lorsque trois entités administratives possèdent toutes des liaisons de jumelage entre elles,, sans nécessairement les entretenir unanimement et simultanément. Cette liste recense ces cas et est donnée par ordre chronologique de l'accord de jumelage qui permet cette triple liaison.

## Liste

### Années 1950
- Alkmaar (Pays-Bas) -  Darmstadt (Allemagne) -  Troyes (France)
  1. 1958 : Troyes - Alkmaar
  2. 1958 : Troyes - Darmstadt
  3. 1959 : Alkmaar - Darmstadt

  - Références[3],[4],[5]

### Années 1960
- Angers (France) -  Haarlem (Pays-Bas) -  Osnabrück (Allemagne)
  1. 1961 : Haarlem - Osnabrück
  2. 1964 : Haarlem - Angers
  3. 1964 : Osnabrück - Angers

  - Références[6],[7],[8],[9],[10]

### Années 1970
- Langen (Allemagne) -  Long Eaton (Royaume-Uni) -  Romorantin-Lanthenay (France)
  1. 1961 : Romorantin-Lanthenay - Long Eaton
  2. 1968 : Romorantin-Lanthenay - Langen
  3. 1970 : Long Eaton - Langen

  - Références[11],[12]

### Années 1980
- Issy-les-Moulineaux (France) -  Macerata (Italie) -  Weiden in der Oberpfalz (Allemagne)
  1. 1954 : Weiden in der Oberpfalz - Issy-les-Moulineaux
  2. 1963 : Weiden in der Oberpfalz - Macerata
  3. 1982 : Issy-les-Moulineaux - Macerata

  - Références[13],[14],[15],[16]

- Constance (Allemagne) -  Fontainebleau (France) -  Richmond upon Thames (Royaume-Uni)
  1. 1960 : Fontainebleau - Constance
  2. 1977 : Fontainebleau - Richmond upon Thames
  3. 1983 : Constance - Richmond upon Thames

  - Références[17],[18],[19]

- Lörrach (Allemagne) -  Senigallia (Italie) -  Sens (France)
  1. 1966 : Lörrach - Sens
  2. 1982 : Senigallia - Sens
  3. 1986 : Senigallia - Lörrach

  - Références[20],[21],[22]

### Années 1990
- Hexham (Royaume-Uni) -  Metzingen (Allemagne) -  Noyon (France)
  1. 1979 : Metzingen - Noyon
  2. 1989 : Metzingen - Hexham
  3. 1992 : Noyon - Hexham

  - Références[23],[24],[25],[26]

- Lichfield (Royaume-Uni) -  Limbourg-sur-la-Lahn (Allemagne) -  Sainte-Foy-lès-Lyon (France)
  1. 1967 : Limbourg-sur-la-Lahn - Sainte-Foy-lès-Lyon
  2. 1992 : Limbourg-sur-la-Lahn - Lichfield
  3. 1992 : Sainte-Foy-lès-Lyon - Lichfield

  - Références[27],[28],[29]

### Années 2000
- Beaumont (France) -  Bopfingen (Allemagne) -  Russi (Italie)
  1. 1989 : Bopfingen - Beaumont
  2. 1996 : Bopfingen - Russi
  3. 2004 : Beaumont - Russi

  - Références[30],[31],[32]

- Athènes (Grèce) -  Pékin (Chine) -  Washington (États-Unis)
  1. 1984 : Washington - Pékin
  2. 2000 : Washington - Athènes
  3. 2005 : Pékin - Athènes

  - Références[33],[34]

### Années 2010
- Constance (Allemagne) -  Fontainebleau (France) -  Lodi (Italie)
  1. 1960 : Constance - Fontainebleau
  2. 1986 : Constance - Lodi
  3. 2011 : Fontainebleau - Lodi

  - Références[17],[18],[35],[36]

- Brescia (Italie) -  Darmstadt (Allemagne) -  Troyes (France)
  1. 1958 : Darmstadt - Troyes
  2. 1991 : Darmstadt - Brescia
  3. 2015-2016 : Troyes - Brescia

  - Références[37],[4],[5]

- Couëron (France) -  Fleurus (Belgique) -  Wexford (Irlande)
  1. 1982 : Couëron - Wexford
  2. 1997 : Couëron - Fleurus
  3. 2017 : Wexford - Fleurus

  - Références[38],[39],[40]

- Airaines (France) -  Kriftel (Allemagne) -  Piława Górna (Pologne)
  1. 1973-1976 : Airaines - Kriftel
  2. 2018 : Airaines - Piława Górna
  3. 2018 : Kriftel - Piława Górna

  - Références[41],[42],[43],[44]
- Lüdinghausen (Allemagne) -  Nysa (Pologne) -  Taverny (France)